# Krakatit (film)
Krakatit je český film natočený režisérem Otakarem Vávrou v roce 1948 podle stejnojmenného románu Karla Čapka.

## Děj filmu
Hlavní hrdina filmu – inženýr Prokop (Karel Höger) vynalezne výbušninu neobyčejné síly. Z tohoto důvodu se o něj začne zajímat představitel státu, který chce nově objevenou trhavinu využít k ovládnutí světa. Inženýra pozve na své území a různými způsoby se jej snaží přesvědčit k vydání objevu. Ten však odmítá, neboť si uvědomuje, k čemu by to vedlo.
Drama ukazuje na možnost zneužití vědy proti lidem.

## Další filmová adaptace
V roce 1980 natočil Otakar Vávra dobově upravený remake svého vlastního filmu pod názvem Temné slunce.